# 蘇尼爾
14°47′N 91°29′W / 14.783°N 91.483°W

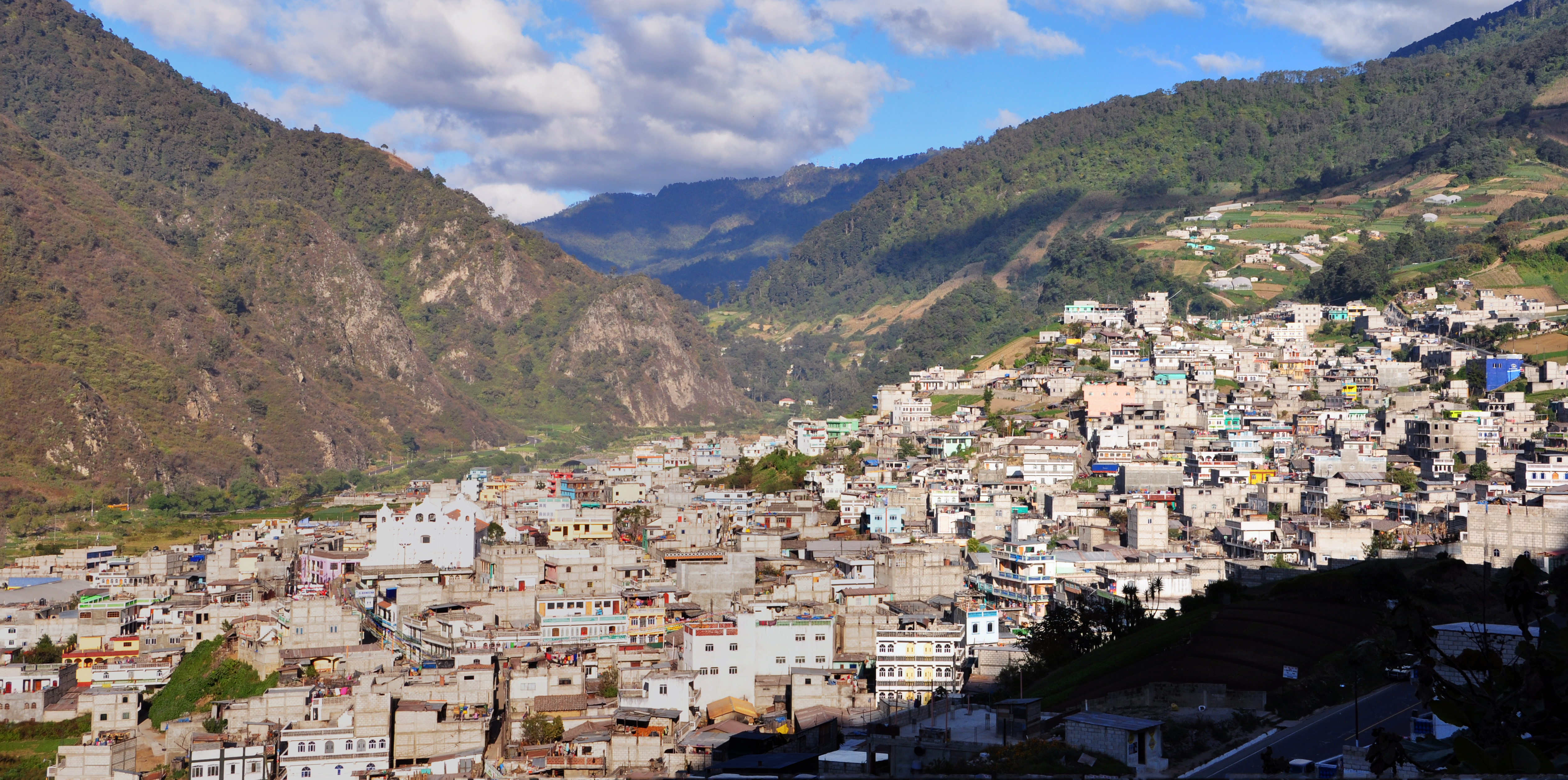

蘇尼爾（西班牙語：Zunil），是危地馬拉的城鎮，位於該國西部，由克薩爾特南戈省負責管轄，面積92平方公里，海拔高度2,261米，2002年人口11,274，人口密度每平方公里122.54人。